# Svazek obcí Sever Znojemska

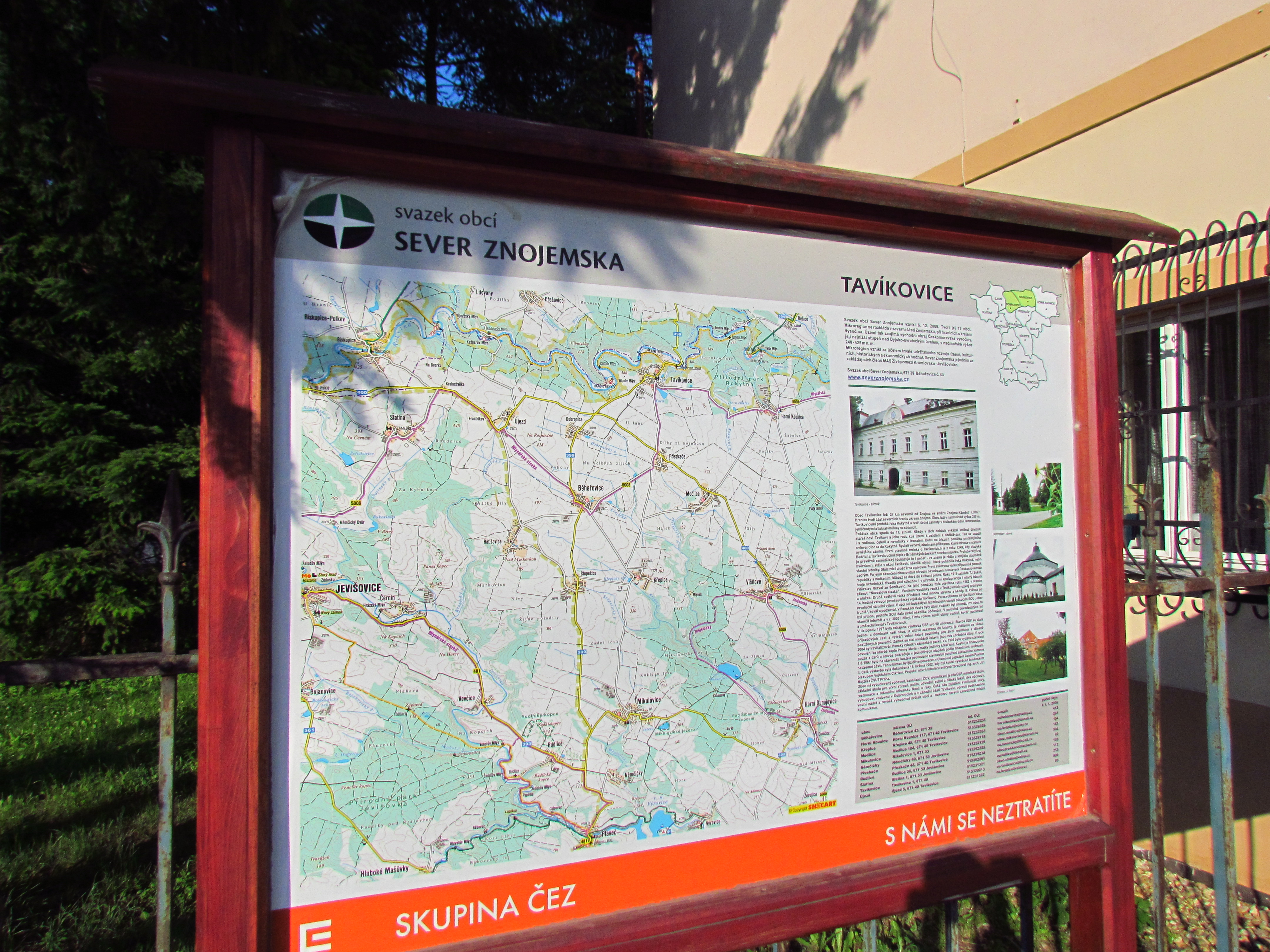
Vývěsní cedule s mapou a popisem obce Tavíkovice

Svazek obcí Sever Znojemska je svazek obcí v okresu Znojmo, jeho sídlem jsou Běhařovice a jeho cílem je regionální rozvoj obecně. Sdružuje celkem 11 obcí a byl založen v roce 2000.

## Obce sdružené v mikroregionu
- Běhařovice
- Horní Kounice
- Křepice
- Medlice
- Mikulovice
- Němčičky
- Přeskače
- Rudlice
- Slatina
- Tavíkovice
- Újezd